# Pas de l'ours
Vous lisez un « bon article » labellisé en 2022.
Pour les articles homonymes, voir pas.

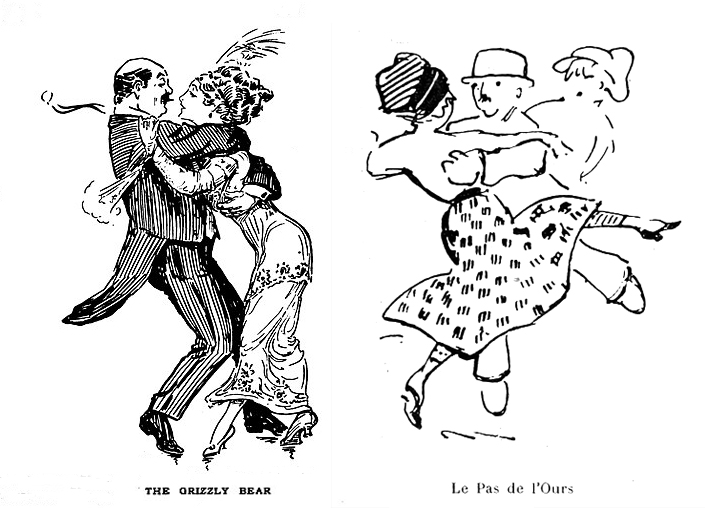
Caricatures de deux versions de la danse en 1912 : grizzly bear américain et bourgeois à gauche, pas de l'ours français et populaire à droite.

Le pas de l'ours, d'abord connu sous le nom anglais de grizzly bear, est une danse de couple née aux États-Unis vers 1910 et qui a connu une vogue internationale jusqu'à la Première Guerre mondiale. Son nom provient de l'imitation parodique du dandinement d'un grizzli, de son étreinte et de ses mouvements de patte. Dansé sur une musique de ragtime, le pas de l'ours est très proche d'autres danses dites animalières du début du XXe siècle aux États-Unis, qui participent du même esprit de fantaisie et de rupture avec les danses sociales plus conventionnelles. Ses mouvements syncopés, la place donnée à l'improvisation et sa loufoquerie ont d'abord suscité l'adhésion populaire, mais un soupçon d'appel à la luxure et l'assimilation de l'imitation animalière à une régression ont provoqué des réprobations, voire des interdictions de pratiquer cette danse dans des lieux publics. Ces critiques sont en outre accentuées par l'origine afro-américaine supposée de la danse, dans les bas-fonds de San Francisco. Le pas de l'ours est aussi considéré comme une danse vulgaire, cette qualification étant parfois perçue comme ayant un sous-entendu racial.
À partir de 1911, plusieurs chansons d'Irving Berlin, en particulier The Dance of the Grizzly Bear et Everybody's Doin' It Now, contribuent à rendre cette danse à la mode, d'abord auprès de jeunes immigrés qui y voient une manière d'affirmer une identité américaine, puis auprès de la haute société qui la trouve amusante. Cette vogue entraîne à partir de 1912 une forte réaction de la part de différents groupes de pression, en particulier des réformateurs soucieux de protéger les jeunes femmes contre les risques de dépravation. Parallèlement, des professionnels de la danse, tels Vernon et Irene Castle, s'appliquent à « purifier » et « rationaliser » les danses de ragtime pour en ôter les aspects les plus choquants qui étaient précisément ceux caractéristiques du pas de l'ours.
En 1912, le pas de l'ours devient également populaire en France, dans le cadre d'une « dansomanie » naissante, grâce à des artistes en vue comme Gaby Deslys ou Mistinguett. La danse est adoptée par la haute société parisienne, qui en trouve la bouffonnerie charmante, mais aussi par des milieux populaires et par des avant-gardes artistiques, dans le cadre d'une américanophilie centrée sur la figure des boxeurs noirs américains, tel Jack Johnson, qui sont alors adulés à Paris. La production de différents films, en particulier, témoigne de cet engouement. Ces différentes modalités d'appropriation d'une pratique exotique, mises de côté durant la Première Guerre mondiale, préfigurent celles qui se développeront ensuite avec vigueur après l'armistice, dans le cadre de la vogue du foxtrot et du tango.

## Une danse de ragtime
Le grizzly bear fait partie d'un ensemble de danses pratiquées aux États-Unis dans la période 1910-1913 sur des airs de ragtime, un terme qui signifie à l'origine « temps déchiré en lambeaux ». Ce sont des danses dites en couple fermé, c'est-à-dire où les partenaires sont en contact avec les deux mains ou les deux bras,,. Selon Éliane Seguin, le ragtime « bouleverse le jeu mélodique de la main droite en syncopant, en déplaçant les accents et en décalant le rythme, alors que la main gauche conserve [...] une suite de notes régulières ». Seguin observe que le rythme du ragtime structure les danses qu'il accompagne : 

« Toutes ces danses [...] s'effectuaient sur la base de pas marchés, à l'intérieur desquels pouvaient se greffer de nombreuses variations. À l'instar des musiciens, les danseurs pouvaient jouer rythmiquement avec la structure musicale soit par leur pose de pieds, soit par des accents corporels. Lors de leurs déplacements, ils pouvaient changer la vitesse d'exécution [...]. Ils pouvaient aussi incorporer des accents visibles contre la ligne de basses régulières de la musique, [...] par des mouvements de bras, d'épaules et de hanches. »

Le développement des danses de ragtime a été précédé, dans les dix premières années du XXe siècle, par la diffusion du ragtime en dehors du cercle de la communauté noire, dans des lieux de divertissement et de débauche, cette diffusion étant accélérée par les spectacles de music-hall, notamment les minstrel shows. La reconstitution des danses de ragtime, telles qu'elles étaient pratiquées à l'origine par un public populaire, est toutefois problématique : il n'en existe généralement pas une version originaire unique et authentique, mais des formes spontanées, changeantes et non savantes, caractérisées par un esprit de jeu, et, dès l'origine, par des hybridations, des transgressions croisées et des amalgames entre des pratiques culturelles issues de la culture afro-américaine et d'autres provenant de cultures européennes,,. La terminologie de la danse n'a en outre jamais été standardisée durant cette période : « Un pas qui pouvait être appelé grizzly bear dans une ville était nommé turkey trot ou bunny hug dans une autre ville et les trois termes pouvaient être des appellations alternatives pour le one-step. »
|  |

Alors que les variantes ultérieures du grizzly bear, codifiées par des professionnels, ont fait l'objet de présentations « théoriques », les premières formes populaires sont surtout connues par des témoignages critiques, souvent de non spécialistes. Le pas de l'ours est ainsi caractérisé de manière dépréciative par plusieurs sources de presse entre 1911 et 1912.
Ainsi, un article du Saint Louis Post Dispatch en décembre 1911, comparant le grizzly bear à une danse du ventre (hoochie coochie), en souligne trois caractéristiques évocatrices du plantigrade éponyme : le balancement des hanches, l'exécution des pas avec les pieds tournés vers l'extérieur et « l'étreinte d'ours » (bear-like embrace). Selon un autre article du Richmond Palladium, également en décembre 1911, le nom même du grizzly bear porte à confusion, laissant entendre qu'il s'agit d'une « compétition d'étreintes » (hugging match), alors que la danse pourrait être pratiquée de manière inoffensive et modeste. Le principal problème soulevé par cette danse, ajoute l'article, provient des « mouvements du corps », les oscillations latérales des hanches et les balancements en avant du torse et de l'abdomen. Le même mois, Marguerite Moers Marshall dans The Evening World, tout en conjecturant, elle aussi, qu'il doit être possible de danser le grizzly bear d'une manière socialement acceptable, critique la proximité « indigne et inappropriée » de certains danseurs étroitement enlacés, le balancement latéral de leurs hanches, leur projection en avant du torse ou de l'abdomen « au delà d'une position normale » et un tortillement (wriggling) du tronc qui donnent à cette danse un caractère « obscène et dépravé ». D'autres articles ironisent : selon le Chicago Inter Ocean, « tout ce que les danseurs ont à faire est de s'étreindre, de tournoyer et de se trémousser corps-à-corps, en suivant le tempo et en s'imaginant être un pauvre ours grizzly [de foire] » ; et pour le Baltimore Sun, le grizzly bear n'est « pas une danse » mais plutôt un match de catch où chacun des deux partenaires « manœuvre » pour contrôler l'autre, en tentant diverses prises.
| Page du Saint Louis Post Dispatch avec illustrations. · Page du Chicago Sunday Tribune avec illustrations. · Page du Buffalo Courier avec illustrations. · Article du New Berford Sunday Standard avec illustrations. |

## Une danse animalière
Le grizzly bear et les autres pas de ragtime populaires aux États-Unis dans les années précédant l'entrée des États-Unis dans la Première Guerre mondiale sont collectivement appelés des animal dances (danses animalières) en raison des noms d'animal qui leur ont été donnés. Parmi ces danses figurent le turkey trot (en) (dinde), le bunny hug (lapin), le monkey glide (singe), le horse trot (cheval), le crab step (crabe), le possum trot (opossum), le bull frog hop (grenouille-taureau), le fish walk (poisson), le snake dip (serpent), l'eagle rock (aigle), le chicken scratch (poulet), le kangaroo kant (kangourou) ou le wiggle worm (ver),. L'étendue de ce « zoo » témoigne de l'importance de l'engouement pour ces danses, mais aussi d'effets de mode se traduisant par la succession de variantes prétendument nouvelles.
| Plusieurs dessins à l'encre noire de danses animalières entourant un dessin dans une vignette centrale aux limites circulaires. · Caricatures de danses animalières dans La Vie parisienne par Georges Léonnec · Reprise de la caricature de Léonnec dans le Saint Louis Post Dispatch. |

Ces noms s'expliquent d'abord par le caractère imitatif et ludique de ces danses. Ainsi, le grizzly bear est une imitation de la danse d'un ours, en particulier les oscillations appuyées de côté, le fléchissement des genoux, la forme d'étreinte des danseurs, poitrine contre poitrine et les bras ballants par-dessus les épaules du partenaire, ou le repliement des doigts pour imiter les griffes du plantigrade.
| Caricature d'un couple mondain dansant. · Caricature d'Armand Fallières dansant avec Gaby Deslys. |

Selon le musicologue Marshall Stearns, plusieurs caractéristiques attestent d'une lointaine origine africaine des animal dances : elles seraient dérivées de danses exécutées nu-pied, le son des souliers sur le sol n'y jouant pas un rôle important ; elles comportent fréquemment une phase d'accroupissement, genoux pliés, à l'opposé des danses européennes qui mettent l'accent sur la verticalité du buste, imitent souvent de manière réaliste des traits de comportement animal, valorisent l'improvisation, exécutent un mouvement centrifuge à partir des hanches et sont pratiquées sur un rythme propulsif. Trois de ces caractéristiques s'appliquent, selon Anthony Berret, au grizzly bear : l'abandon du maintien vertical du buste, l'imitation animale et l'improvisation.
Gabrielle Brandstetter, une théoricienne de la danse, conjecture en revanche que ces danses animalières ne sont pas un héritage colonial mais une manière « d'assujetir et dominer « l'autre » tout en l'assimilant et en apaisant [son désir de] vengeance par le rituel de la danse ». Elle considère en particulier le grizzly bear comme un exemple « d'exotisation » où, c'est « l'autre colonisé » plutôt qu'un qu'un animal qui fait office de masque corporel dans la danse.
Il est en tout cas manifeste que l'ours n'est pas un animal d'Afrique de l'Ouest, la région d'origine de la plupart des esclaves noirs américains. Cet aspect est notamment évoqué dans un article de l'historien français Léon La Farge en 1913 qui suggère un lien entre le grizzly bear et une danse rituelle de l'ours de la Grèce antique, pratiquée à Brauron pour apaiser la colère de la déesse Artémis et exécutée par de jeunes femmes, dont certaines déguisées en ourses. Cette hypothèse est toutefois accueillie avec ironie par la presse américaine. Les travaux de Michel Pastoureau montrent cependant que certains des traits du grizzly bear renvoient plutôt à la culture européenne, où l'ours est associé à la balourdise, la luxure et la paresse, quand bien même tous ces vices sont prêtés aux noirs au début du XXe siècle aux États-Unis. La symbolique en jeu dans la danse du grizzly bear est donc plus complexe qu'un simple héritage direct d'une tradition africaine, pouvant renvoyer aussi bien à une forme de parodie par des danseurs afro-américains de pratiques de danses de couple en position fermée, d'origine européenne, à l'instar des références au quadrille présentes dans le cake-walk, qu'à une appropriation par des danseurs d'origine européenne de traits imités des pratiques afro-américaines.
| Reproduction d'une page de Paris qui chante. · Reproduction d'une page de Paris qui chante. |

La mode du grizzly bear s'inscrit en outre dans le contexte américain, mais non spécifiquement afro-américain, de la « folie » (craze) notamment suite à celle des ours en peluche ou teddy bears, qui s'est développée aux États-Unis à partir de 1902, à la suite d'une caricature publiée dans le Washington Post par Clifford Berryman. Cette caricature représente Theodore Roosevelt refusant de tirer sur un ourson attaché à un arbre par les assistants du président, afin de lui offrir un tableau de chasse facile. Cette caricature donne d'abord lieu à un développement qui rencontre un succès médiatique d'autant plus considérable que l'ourson est noir et que Roosevelt défend la cause des Noirs. Ce succès de presse donne l'idée à un certain Morris Mitchom, commerçant à Brooklyn, de vendre une peluche appelée Teddy's bear avec l'accord du président. Le succès du jouet conduit Mitchom à créer en 1904 l'Ideal Novelty and Toy Company, qui en industrialise la fabrication et se dispute un marché grandissant avec Margarete Steiff, qui propose de son côté un modèle aux membres articulés.
| Première page d'un journal anglophone composée d'une caricature de Teddy Roosevelt et d'un ours. · Couverture de partition montrant plusieurs ours au clair de lune. |

Le développement du grizzly bear et plus généralement celui des danses animalières a été appréhendé par plusieurs historiens comme le résultat d'une double hybridation. Il y a, d'une part, une évolution des pratiques sociales de la communauté afro-américaine, résultant de son urbanisation, de sa migration vers le nord-est des États-Unis, de l'évolution consécutive des lieux de socialisation. Elle entraîne une verticalisation de la posture des danseurs, l'abandon de la danse nu-pieds, ainsi qu'une individualisation des mouvements et une association plus forte des gestes à des connotations sexuelles. En conséquence de cette urbanisation, les danses afro-américaines évoluent au contact des danses européennes, notamment la valse, entraînant une importance moindre du contact avec le sol et un raidissement du tronc, mais aussi une place plus importante donnée à l'improvisation dans les versions adaptées. Mais il y a aussi, en parallèle, une appropriation de certaines caractéristiques de ces danses afro-américaines par des danseurs blancs, notamment par le processus « d'encanaillement » (slumming), qui transforme des lieux de danse afro-américains en destination de divertissement pour des visiteurs blancs et conduit en retour les propriétaires de ces lieux à adapter leur offre aux attentes de cette nouvelle clientèle. Katrina Hazzard-Gordon note à cet égard qu'entre 1877 et 1920 « les Afro-Américains ont vu leur musique et leur danse (mal) adoptée par le théâtre blanc, l'industrie du disque, et l'industrie de la culture populaire nouvellement émergente, tout en souffrant d'une exclusion systématique de ces marchés ». Nadine George-Graves relève également que les « professeurs » blancs qui ont introduit et codifié les danses animalières, ou qui les ont « blanchies » en en retirant les aspects « disgracieux » ont été crédités de la création de ces danses, mais que les danseurs noirs qui les leur avaient apprises sont restés oubliés. Outre ces aspects et comme le signale Éliane Seguin, le fait que les danses de ragtime aient été vilipendées comme « vicieuses, pourries, obscènes » et rapprochées de danses afro-américaines ne signifie pas nécessairement que l'origine afro-américaine y jouait un rôle prépondérant, la seule présence d'éléments issus de la culture noire suffisant à l'époque, en vertu de la règle de l'unique goutte de sang, à ce qu'elles soient perçues comme des « danses noires ».
La plupart des historiens, suivant en cela l'opinion des danseurs professionnels de l'époque, tel Al Jolson,, estiment que le grizzly bear et les premières animal dances ont été créés dans les salles de danse, les bouges ou les bordels de San Francisco entre 1908 et 1910, dans le quartier de Barbary Coast, où les bars et les salles de danse se sont développés après le séisme et les incendies de 1906, et ce pour la plus grande « délectation des visiteurs à la recherche d'encanaillement (slummers) ».
Marshall Stearns relève à cet égard le rôle important joué par le So Different Club, un établissement ouvert peu après l'incendie de 1906 par Lew Purcell sur Pacific Street, qui était « le seul cabaret noir de Barbary Coast », qui accueillait les meilleurs artistes noirs de tout le pays, tels les musiciens Jelly Roll Morton ou King Oliver, dont l'orchestre a été le premier à utiliser le mot « jazz » dans son nom, et où plusieurs danses, dont le turkey trot et le Texas Tommy auraient été créées,.
| Photographie de nuit dans Barbary Coast. · Pgotographie posée de danseurs dont une danseuse du ventre. |

Cette thèse majoritaire est toutefois contestée par le musicologue Lawrence Gushee (en). Selon ce dernier, les danses animalières seraient originaires de la Nouvelle-Orléans, ce dont témoigne un article de journal local évoquant leur apparition avant 1908 dans cette ville, ainsi qu'un article de Variety en 1911 selon lequel la Nouvelle-Orléans est le lieu de naissance des « danses érotiques » comme le grizzly bear, qui y seraient apparues vers 1896 dans le quartier de Storyville,. Selon Julie Malnig, le pas de l'ours, de même que le turkey trot aurait été « introduit » entre 1908 et 1910 à Chicago, au Ray Jones Café, par le danseur professionnel Jack Jarrott et sa partenaire, Louise Greuning. Cette affirmation est toutefois mise en doute par Jay Weissberg, qui note qu'elle s'appuie sur des sources erronées.

## Une danse vulgaire
Plusieurs auteurs, à la suite de Kathy Peiss (en), inscrivent les danses animalières en général et le grizzly bear en particulier dans le contexte des modifications de la pratique sociale de la danse aux États-Unis à partir de la fin du XIXe siècle, marquées par un développement d'une « culture du dancing » (dance-hall) qui offre aux jeunes femmes salariées de nouvelles formes de socialisation, détachées des cercles de la famille et du voisinage et « renforçant des valeurs émergentes et des attitudes « modernes » à l'égard des loisirs, de la sexualité et de l'accomplissement personnel ».
Ces nouvelles modalités de divertissement, déconnectées des relations de parentèle et des formes traditionnelles de supervision, sont favorisées par l'habitat collectif (tenements) et l'apparition des « rackets », des clubs ou sociétés d'amusement à visée lucrative, grâce à la vente d'alcool, avec peu de supervision des admissions. Leur vogue suscite le développement de dancings de plus en plus nombreux et grands, souvent organisés en académies de danse le jour, avec des « réceptions » le soir et le dimanche, qui ne donnent plus lieu à une intégration intergénérationnelle et où des « professeurs » montrent les nouveaux pas à la mode.
| Illustration, jeune femme incitée à entrer dans un dancing qui est aussi un hôtel. · Caricature de presse sur un dancing tenu par le vice. |

Le développement de tels dancings, où des jeunes femmes au revenu modeste sont admises à prix réduit et où le relâchement des mœurs est encouragé, est perçu par des observateurs provenant d'une classe sociale plus élevée comme une incitation à la prostitution, dans un contexte « d'hystérie » médiatique sur le thème de l'esclavage des Blanches, qui mène à la promulgation en 1910 de la loi Mann contre leur traite,.
Bien que la valse, censée symboliser la respectabilité et nettement codifiée, fasse partie des danses enseignées dans ces « académies » et bien que les danses effectivement pratiquées dans les dancings par les jeunes danseuses des classes populaires en soient dérivées, elles en diffèrent souvent sensiblement.
| Illustration du manuel de Dodsworth, couple dansant. · Illustration du manuel de Dodsworth, couple dansant. · Illustration du manuel de Dodsworth, couple dansant. · Illustration du manuel de Dodsworth, couple dansant. |

Les jeunes danseuses des dancings n'adhèrent pas aux valeurs esthétiques de la valse (grâce, élégance et raffinement) et lui préfèrent le spiel, un terme argotique désignant le fait, pour le couple, étroitement enlacé, de se tortiller et de tournoyer en petits cercles. Les postures des danseurs de spiel ne sont pas gracieuses, comme cherchent à l'être celles des valseurs, mais rigides, notamment le bras directeur qui pointe en avant. Les danseuses de spiel sont appelées des spielers, un terme attesté dès la fin du XIXe siècle et désignant à l'origine une danse de rue au son d'un orgue de Barbarie,. Selon une enquête menée en 1908 dans les dancings de New York à la demande de Belle Moskowitz, le spiel est une forme de « danse vulgaire » qui demande « beaucoup de tortillements et de virevoltes » et qui crée une « excitation sexuelle ». Les partenaires masculins des danseuses de spiel sont qualifiés de toughs,,. Le spiel connaît une variante, le pivoting, qui est lui aussi une parodie de la valse, bien qu'il procède d'une intention diamétralement opposée : dépourvu de toute retenue, il consiste en un tournoiement rapide qui fait souvent perdre à la partenaire le contact avec le sol,, et donne à voir ses chevilles et parfois ses jambes. C'est une danse plus difficile que le simple spiel, mais qui procure plus d'excitation aux partenaires.
| Tableau, deux jeunes filles dansant. · Planche, scène de rue avec enfants dansant. |

Après l'apparition du spieling et du pivoting les danses pratiquées dans les dancings, appelées collectivement tough dances (par référence au terme employé pour le danseur) évoluent au gré de l'imagination des pratiquants, en incorporant des emprunts à la valse, à la polka et au cancan. Le court-métrage documentaire A Tough Dance on the Bowery, tourné en 1902, corrobore des comptes-rendus d'époque sur le tough dancing des premières années du XXe siècle, marqué, selon Dave Cockrell, par « une intimité des corps rapprochés qui conduit les couples à s'enlacer et à jeter au vent la retenue des danses traditionnelles en se déhanchant, se dandinant et en tortillant leur corps », ces mouvements étant improvisés et exprimant un rejet implicite des formes de danse pratiquées par la classe moyenne,. Si le film précède l'apparition des danses animalières, la danse représentée semble anticiper certains aspects de ces dernières, notamment la parité entre les danseurs des deux sexes, leur autonomie et leur tourbillonnement. Christopher Tremewan Martin relève de son côté deux éléments d'anticipation des danses animalières, « l'étreinte d'ours » (bear-hug) des partenaires et le fait que leurs mouvements ne sont pas toujours spéculaires mais parfois en rupture (breakaway), en estimant qu'ils attestent d'une influence précoce des danses afro-américaines sur les pratiques des classes populaires blanches,.
|  |

À partir de 1905, l'expression tough dances évolue encore et finit par avoir le même sens que celle de danses animalières, la première formulation mettant l'accent sur l'identité sociale des pratiquants et la seconde, sur la dénomination de leurs danses. Selon Christopher Tremewan Martin, la vulgarité imputée à ces danses comporte une connotation raciste et constitue une manière « codée » de rappeler leur origine afro-américaine présumée. De son côté, Danielle Robinson, s'inspirant de différentes recherches sur le minstrel show et des travaux de Kathy Peiss, propose une grille de lecture différente selon laquelle ces danses — qu'elle préfère qualifier de danses de ragtime — offraient aux jeunes immigrants, de par leur esthétique et leur marge d'improvisation, une modalité performative d'affirmation d'une personnalité américaine, par opposition à la reproduction de valeurs culturelles traditionnelles qui les auraient maintenus dans une forme d'isolement en tant qu'immigrés. Elle qualifie pour cette raison les danses de ragtime de « minstrel show participatif » pour souligner le fait qu'en imitant les Noirs ces jeunes immigrés revendiquaient une identité raciale de Blancs américains qui venait prendre le pas sur leur identité d'immigrés : 

« Ces mouvements de danse conféraient une identité de classe supérieure, blanche et moderne à une époque où les définitions de classe et de race prévalentes tendaient à isoler la jeunesse immigrée en tant « qu'étrangère » […] De cette manière l'identité noire (blackness) du ragtime rendait possible une affirmation performative de personnalité et par conséquent d'identité blanche (whiteness). »

Lewis Erenberg observe que la principale attraction des danses animalières reposait dans l'ajout aux pas de danse de mouvements corporels tels que lancer les épaules en l'air, claquer des doigts ou se pencher comme un ours au rythme de la musique, donnant aux danseurs un plaisir immédiat et contrastant avec la répétitivité des gestes professionnels. Il note qu'en « incorporant des mouvements jusqu'alors interdits, ces danses modernes contribuaient à façonner une nouvelle identité féminine […,] exprimaient une décontraction inédite entre partenaires, permettaient un plus grand choix d'options de contact et de distance, et symbolisaient la valeur accordée à l'activité hétérosexuelle mutuelle ». Développant les analyses d'Erenberg, Holly Maples estime que la gaucherie même du grizzly bear permettait aux femmes d'effectuer des actes de rupture « transformant la danse sociale en affirmations publiques de résistance genrée ».
| Page de Paris qui chante sur le cakewalk parisien. · Page de Paris qui chante sur le cakewalk parisien. · Photographie de plateau de Max Dearly et Mistinguett. |

## Rôle d'Irving Berlin
En 1910, le compositeur George Botsford publie le Grizzly Bear Rag et son éditeur, Ted Snyder, demande à Irving Berlin de composer des paroles pour une version chantée et très légèrement modifiée sur le plan de la mélodie, intitulée The Dance of the Grizzly Bear, dont la partition est mise en vente en même temps que celle de la version pour piano seul. La version chantée connaît un très grand succès, atteignant le million d'exemplaires vendus. Les paroles de cette chanson, qui évoque sur le mode comique le transport « quasi-hystérique » suscité par le grizzly bear, attestent de la notoriété de la danse dès cette date : ses premiers vers en rappellent l'origine franciscanaise et son refrain, quelques traits essentiels, tels que tenir son partenaire embrassé (hugged up) ou lancer les épaules vers le ciel. Berlin évoque une étreinte serrée (Hug up close to your baby) et le fait de coucher ensemble (Close your eyes and do some nappin), le cavalier passant son bras derrière le cou de sa partenaire comme pour la maintenir dans son sommeil, elle même étant comme endormie ou hypnotisée (If they do that dance in heaven / Shoot me hon' tonight at seven). Le contexte décrit par la chanson est en outre racial : bien qu'elle se dise « not so coony », c'est-à-dire pas si semblable aux coon songs, aux chansons imitant les noirs, les contractions dialectales utilisées, telles yo' pour your, his'n pour his, gwine pour going et la fréquence de termes comme honey ou baby caractérisent la chanson comme effectuant le même type de dénigrement. Cet aspect sera relevé par les critiques de la chanson et de la danse, qui y voient des signes de dépravation, voire de retour aux supposées pratiques sexuelles de l'Afrique.
La chanson est toutefois immédiatement incorporée par Sophie Tucker — brièvement arrêtée à Portland pour son interprétation de la chanson, jugée immorale par une responsable de la sécurité des jeunes femmes, — et Maud Raymond dans leur répertoire de vaudeville, puis reprise pour les Ziegfeld Follies par Fanny Brice,, et enregistrée en juillet 1910 par Stella Mayhew pour Edison. Plusieurs auteurs ont relevé que ces interprètes étaient toutes des femmes juives, collectivement désignées par le terme de « coon-shouters » (beugleuses de chansons nègres), qui « brisaient les frontières de race et de genre » et palliaient un manque de formation musicale par un « bricolage de styles vocaux et de postures physiques, faisant recours à des costumes excentriques, l'imitation de traits attribués aux noirs, des tournures de langage « noires » et des pas de danse dérivés du cakewalk »,,.
| Reproduction d'un article de Show World. |

Tandis qu'à San Francisco, la socialite réputée Theresa Oelrichs (en), incitée par les propos élogieux tenus par la danseuse Anna Pavlova à propos des danses animalières, se fait initier au grizzly bear dans un dancing de Barbary Coast,, la danse du grizzly bear est introduite sous l'égide de Cathleen Vanderbilt et diffusée par le chef d'orchestre Henri Conrad auprès de la haute société de la côte Est en villégiature à Newport. Elle est présentée comme une danse de ragtime, constituée d'un mélange de cakewalk et de valse, un « chahut » (rowdy dance) qui n'est pas aussi « féroce » (fierce) qu'il le semble, mais qui est plutôt une version édulcorée et gracieuse, bien que déhanchée, de la danse apache. Conrad note toutefois qu'il est vraisemblable que, lorsque cette nouvelle mode des « Quatre Cents (en) » attirera un public plus large, beaucoup trouveront à y redire, « car les gens ordinaires ne peuvent pas imiter impunément ceux à la mode ». Parallèlement, en août 1910, la ville de Kansas City impose la présence d'inspecteurs de danse dans les dancings, avec notamment pour mission d'imposer une proscription du grizzly bear, en particulier du « mouvement des hanches », et des étreintes de danseurs qui prendraient trop à la lettre les paroles de la chanson d'Irving Berlin, leur enjoignant s'ils dépassaient les « limites de la décence », de « laisser passer la lumière entre eux ». En revanche, un article du St. Louis Star d'octobre 1910, tout en relevant l'émergence de danses « bizarres » et l'évolution des modes de socialisation des jeunes danseurs, s'inquiète des perspectives de censure et des attaques des « forces organisées de la droiture civique » contre le Grizzly Bear Rag et « d'autres mélodies qui ne sont pas exactement classiques ».
En 1911, tirant parti du succès des danses animalières, Irving Berlin publie la chanson Everybody's Doin' It Now qui « cristallise » la vogue de ces danses ainsi que leur vitalité et la liberté de mœurs qu'elles expriment. Le dernier vers du refrain, « c'est un ours » (It's a bear), répété trois fois et inspiré de la danse éponyme, lui est soufflé par la jeune sœur du parolier E. Ray Goetz (en), présente lors de la composition et qui assortit cette proposition d'un pas de danse.
La chanson d'Irving Berlin devient « l'hymne » des pratiquants des nouvelles danses,. Elle sert d'accompagnement à un numéro de danse interpolé, selon une pratique courante à l'époque, dans la comédie musicale Over the River, donnée au Globe Theatre de New York au début de l'année 1912. Au refrain, la phrase « It's a bear! » (c'est un ours) est répétée trois fois et les danseurs imitent le vacillement d'un ours. À la suite de Marshall Stearns, plusieurs historiens affirment que c'est la première présentation théâtrale du pas de l'ours,, mais cette affirmation est douteuse, Stearns situant la représentation en 1910 et non en 1912 et une adaptation de la danse ayant été intégrée à un numéro présenté aux Folies Bergère de New York en 1911,.
|  |

## Chasse dans les dancings
La vogue de la chanson d'Irving Berlin et sa reprise dans des numéros de music-hall favorise le développement de la pratique par le public des danses de ragtime, en particulier le grizzly bear et le turkey trot, cette vogue entraînant à son tour des réactions de crainte ou de rejet de la part des élites. En décembre 1911, le New York Times rapporte que le turkey trot est adopté par la haute société de Philadelphie et cite à ce sujet un propos de la millionnaire Cornelia Drexel Biddle (en) à propos du turkey trot : « tout le monde le fait (everybody is doing it) cette saison et je fais de mon mieux pour l'apprendre ». Trois semaines plus tard, le même journal annonce que « la grande prêtresse de la haute société » de Philadelphie, Mme Thurston Mason, a prononcé un « oukase » contre le turkey trot et le grizzly bear qui sont désormais bannis dans la haute société. Une proscription similaire est mise en place pour les bals de l'hôtel Astor à New York, à New Haven, puis commence à se répandre dans des dancings à New York et dans d'autres villes, tandis que d'autres dancings essaient d'empêcher l'accès d'observateurs extérieurs.
| Photographies d'un dancing et d'une salle de bal; · Caricature allégorique sur les méfaits de la danse. |

Le mouvement d'opposition au grizzly bear et aux autres danses animalières est en grande partie le résultat d'une campagne visant à mettre les jeunes femmes pratiquant les nouvelles danses à l'abri des dangers liés à la consommation d'alcool et au risque de prostitution, menée par la militante sociale Belle Moskowitz, qui deviendra dans les années 1920 « la femme la plus puissante du pays ». Cette campagne avait commencé en 1908, avec une étude commissionnée par Moskowitz et menée par Julia Schoenfeld (en) à New York. À la suite de cette étude, entre 1909 et 1912, Moskowitz organise des conférences de presse, écrit des articles et tient des discours pour alerter le public sur la nécessité d'organiser des « dancings modèles », sans incitation à l'alcoolisme et à la prostitution, et contrôler les pratiques des autres dancings par un mécanisme de licence. En janvier 1912, le comité présidé par Moskowitz publie un rapport sur la décence dans la danse qui traite notamment des questions suivantes : Le grizzly bear et le turkey trot sont-ils dangereux pour la morale publique ? Existe-t-il une différence nette entre le grizzly bear « original », tel qu'il aurait été dansé « dans les bouges de Barbary Coast à San Francisco et les maisons de prostitution », d'une part, et d'autre part les variantes dansées dans les salons de la haute société new yorkaise? En soulevant ces questions, Moskowitz et son comité font valoir qu'ils ne ciblent que des « bouffonneries indécentes » et qu'il convient de faire la distinction entre « cette perversion hideuse et la danse légitime ».
Pour étayer leurs reproches, les comités de Moskowitz poursuivent leurs enquêtes, tant dans les salles de bal de la haute société que dans les dancings populaires. Un enquêteur relève que les couples des « hôtels » qu'il visite s'adonnent, au son d'un piano mécanique interprétant un air qu'il appelle « the everybody doing it/grizzly bear dance », à une danse caractérisée par le fait que « les danseurs étirent leurs « griffes » et dansent agressivement et provocativement », quand bien même toutes sortes de variations des pas sont possibles. Le même enquêteur remarque en particulier deux femmes dansant sur la chanson de Berlin, qui « se frottent l'une contre l'autre, en se trémoussant et en grognant ». Un autre enquêteur du même comité consigne que deux personnes dansent « le G[rizzly] B[ear] etc. de la manière la plus brutale qui soit » (in the toughest way) tandis que des personnes de l'assistance chantent « everybody is doing it etc. ». Un autre encore, qu'au Mandarin Café tenu par Jimmy Kelly (en) dans Chinatown, la danse, au son d'Everyboy's doin' it, est « aussi mauvaise que cela puisse être », une entraîneuse (woman entertainer) pressant, par exemple, son partenaire contre un pilier et se frottant contre son corps.
En janvier 1912, Moskowitz organise une conférence réunissant 600 personnes dans un hôtel de New York sur la question des « critères de décence » dans la danse. Des danseurs professionnels tels Oscar Duryea et Al Jolson montrent au public comment les danses de ragtime « débutent innocemment et conduisent à des embrassades passionnées », font valoir qu'il convient de se débarrasser même des formes les plus policées de grizzly bear telles que pratiquées dans la haute société, puis donnent des contre-exemples de danses « gracieuses », inspirées de danses classiques ou populaires. Jolson en particulier explique au public que le grizzly bear était à l'origine la manière dont des marins inexperts en matière de danse essayaient maladroitement de danser le two-step avec des danseuses professionnelles dans les bouges de San Francisco,.
Ces efforts convergent avec ceux de professionnels tels Vernon et Irene Castle ou Maurice Mouvet et Florence Walton (en) pour « purifier » et « raffiner » ces danses qualifiées de laides (ugly) et sont relayés par des articles didactiques illustrés dans les journaux, des manuels de danse, des partitions et des spectacles musicaux itinérants,. Outre le soutien des danseurs professionnels, celui des propriétaires de dancing est également recherché : ceux qui veulent être considérés parmi les meilleurs et figurer sur une liste d'établissements approuvés acceptent d'afficher des pancartes interdisant les danses « immorales » et d'insérer dans les contrats des musiciens des clauses interdisant certaines musiques syncopées.
| Première page d'un journal anglophone avec photograpies et dessins de divers personnages. |

## Nettoyage moderniste
L'opposition est ainsi construite entre les danses de ragtime, en particulier le grizzly bear, et la « danse moderne ». Comme le relève Danielle Robinson, cette opposition portait sur la plupart des traits caractéristiques des danses de ragtime.
Les danses de ragtime mobilisaient une esthétique de la rupture alors que celles modernes célébraient la retenue. Les premières mettaient l'accent sur le changement, la différence, la discontinuité et la rupture. Au contraire, la danse moderne valorisait l'unisson, tant du couple que de celui-ci avec la structure rythmique de la musique.
Les danses de ragtime encourageaient les danseurs à utiliser la totalité de leur corps, en mobilisant leurs épaules et leurs hanches et en animant leur visage et leurs membres. Cette activation de nombreuses parties du corps avait pour conséquence que les danses de ragtime étaient plus lourdes et laborieuses que celles modernes. Elles donnaient au torse et aux membres la liberté d'exprimer le plaisir sexuel et le désir, tandis que l'esthétique de retenue des danses modernes inhibait le torse et supprimait la sexualité tout en conférant aux danseurs une apparence d'espièglerie.
En raison de la forme flexible de la danse, les danseurs de ragtime pouvaient improviser leurs pas ou se livrer à des variations en solo, alors que le discours de la danse moderne sur l'idée qu'il convenait au suiveur (le plus souvent la femme) de suivre le leader (le plus souvent l'homme) et plus généralement aux « étudiants » de suivre les formes « correctes » enseignées par les danseurs professionnels.
Les ruptures et les improvisations étaient plus nombreuses dans les danses de ragtime, qui mettaient en avant l'expression individuelle et la variété, tandis que les danses modernes soulignaient un équilibre du plaisir et du contrôle, de l'expression sexualisée et de celle correcte, du rôle de l'homme et de celui de la femme, y compris dans des passages transgressifs immédiatement suivis d'un retour à la retenue.
Plus généralement, comme le relève également Danielle Robinson, les danses de ragtime étaient fortement influencées par les danses afro-américaines, quand bien même il s'agissait d'une forme d'hybridation et d'intégration entre des pratiques culturelles de différents milieux, y compris celles d'immigrants européens. Le « raffinement » mis en œuvre par les professionnels de la danse avait, selon Robinson, pour objet d'ôter à ces danses les aspects « négroïdes dégénérés » tels que les mouvements de hanche, les connotations sexuelles ou les imitations d'animaux.
|  |

## Acclimatation en France
| Photo de presse de Levey. · Caricature de Levey. · Photo de presse de Levey. |

Le grizzly bear traverse l'Atlantique dès l'année 1911. Sa présence est attestée à Londres durant l'été, à l'occasion d'une tournée d'Irving Berlin qui donne lieu à une reprise du Grizzly Bear Rag dans une comédie musicale, mais surtout, à compter du mois de juillet, avec le spectacle de l'actrice américaine Ethel Levey à l'Alhambra. Son numéro de danse intitulé Grizzly Bear suscite l'enthousiasme de la critique pour sa « bizarre beauté » et son « charme fantastique »,. Le même étonnement admiratif saluera l'artiste américaine lorsqu'elle se produira un an plus tard à Paris, accompagnée d'un « orchestre nègre venu spécialement de New York »,, les critiques comparant favorablement son interprétation de la danse de l'ours à celle qu'en avait entretemps donnée Gaby Deslys, estimant qu'elle met cette dernière « dans sa poche » : « les ours se suivent mais ne se ressemblent pas du tout », écrit par exemple le critique du Journal amusant, « d'autres revues mirent en scène ce pas monotone et obsédant, disgracieux, lourd et morose. Et voici que miss Ethel Levey en fait une chose bondissante, ardente, pittoresque et furibonde [...] Et cela est d'une beauté curieuse et saisissante ».
Au printemps 1912, plusieurs spectacles de music-hall présentent la danse de l'ours aux Parisiens, à commencer par Jane Marnac et Gaston Silvestre, dont l'interprétation remporte un grand succès,,, quand bien même l'effort des artistes est si grand et la danse si fatigante qu'ils ont parfois de la difficulté à bisser,. Au mois de mars; deux danseurs américains encore inconnus, Vernon et Irene Castle, se produisent dans un spectacle intitulé Enfin ... une Revue ! créé à l'Olympia. Ils exécutent, au son d'Alexander's Ragtime Band une version de leur cru du grizzly bear, en ne sachant de cette danse que ce qu'ils ont trouvé dans les coupures de presse envoyées par la mère d'Irene, Vernon ayant estimé que les Parisiens n'en sauraient vraisemblablement pas plus qu'eux. Leur succès dans ce numéro leur vaut un engagement au Café de Paris, qui conforte leur notoriété sur laquelle ils s'appuieront quelques mois plus tard, de retour chez eux, pour lancer leur carrière,,.
| Page du journal Fantasio avec photos de Deslys et Pilcer dansant le pas de l'ours. · Couverture de partition. |

Nonobstant ces précédents, c'est l'artiste Gaby Deslys qui joue un rôle déterminant dans la vogue parisienne de la danse de l'ours, au point que son introduction à Paris lui reste attribuée,. Deslys est à l'époque une star de réputation internationale, rendue célèbre par sa liaison avec le roi du Portugal et son train de vie fastueux. Elle signe en 1911 un contrat pour se produire dans Vera Violetta, une opérette donnée au Winter Garden de New York. Le chorégraphe de cette dernière, Ned Wayburn, conçoit avec le danseur Harry Pilcer un numéro spécial, nommé le Gaby Glide en l'honneur de l'artiste française. Il s'agit d'une « glissade » (glide), où la danseuse est la plupart du temps devant son partenaire, qui, selon le style développé par Wayburn, incorpore des mouvements de danses sociales populaires, comme le pas de l'ours ou le tango, en les « théâtralisant » par des poses exagérées. Deslys revendique dès le mois de janvier le statut d'introductrice en France du grizzly bear, qu'elle ne distingue pas au demeurant des autres danses de ragtime, comme l'atteste cet échange avec le journaliste Louis Handler pour Comœdia : 

« — Deslys : J'ai pris part [aux États-Unis] à toutes sortes [de] spectacles, les minstrels-show  [sic] par exemple, et qui sont, en quelque sorte des concerts de nègres. J'ai dansé le Ray-time  [sic].

— Handler : ???

— Deslys : C'est la danse de l'ours. Je la créerai à Paris. »

Le propos est suivi de la démonstration d'un « déhanchement à la fois burlesque et gracieux, une sorte de désarticulation des épaules, un piétinement très doux, un peu lourd ».
Si le Gaby Glide présenté à New York en 1911 n'a pas été dansé par Deslys elle-même, il semble bien que le numéro présenté en février 1912 à Paris par Deslys et Pilcer sous le nom de Deedle-dum-dee en était proche, quand bien même il était décrit comme une sorte de « danse de l'ours » et comportait probablement les oscillations latérales caractéristiques de cette danse. Selon la description qu'en donne le New York Times, les deux danseurs se poursuivent sur la scène à pas glissés tout en chantant, puis Pilcer fait tournoyer sa partenaire et la soutient dans l'air au-dessus de sa tête.
| Reproduction d'article dans Le Miroir. · Reproduction d'article dans Die Woche. · Photo de couple dansant dans Fantasio. |

En juillet 1912, un gala mondain du pas de l'ours, tel qu'on l'appelle à présent, ainsi que du tango et autres danses d'Amérique est organisé au théâtre Femina sous le patronage de Gaby Deslys,,,. Le rapprochement entre le pas de l'ours et le tango est caractéristique de la période. Un journal parle de « burlesque américanisme » et la danseuse Cléo de Mérode réprouve les deux danses d'un même élan d'indignation comme des « chorégraphies indécentes », des « regrettables excentricités qui, amusantes au music-hall, sont déplorables dans un salon ». Sophie Jacotot souligne à cet égard les aspects de confusion, d'amalgame voire de « méconnaissance patente », notant que « le mot Amérique (au singulier), alors synonyme de rythmes musico-chorégraphiques à succès, joue comme facteur d’indifférenciation, gommant les distinctions entre les différents pays et les différentes cultures dont les danses proviennent »,.
Le pas de l'ours serait ainsi une « fantaisie du Far-West » ou des Montagnes Rocheuses ; ou bien une danse inventée « sans grand effort d'imagination » par les trappeurs « qui, dans les forêts de l'Amérique boréale, suivent les pistes des bêtes à fourrure » ; ou bien, selon André de Fouquières, un succédané d'une mode américaine, celle des ours en peluche évocateurs du président Theodore Roosevelt, « Teddy, comme les yankees familiers interpellent l'ancien colonel des rough-riders » ; ou encore, selon Georges Goursat, qui garde néanmoins ses critiques les plus violentes pour le tango, de simples « gambades de nègres en goguette, innocente rage de mouvement, les explosions de la gaieté trépidante, presque électrique de cette race yankee qui dégage son excès de fluide et détend ses nerfs par des réflexes cadencés, tantôt se dandinant cocassement à la façon des ours, tantôt martelant le sol avec des battements précipités de semelles colophanées qui crissent et trépident en tic-tac pressé de typewriter »,
La dimension d'altérité de ces danses exotiques est également associée à une valeur positive d'attraction et non de répulsion, sous forme de poncifs s'inscrivant dans le contexte plus général de la vision des colonisés et plus particulièrement des Noirs qui passe successivement, de la Belle Époque aux années trente, de la peur du sauvage à une vision bienveillante puis xénophobe,, le point commun restant « une configuration de rapport à l’autre caractéristique du phénomène colonial, bien que les danses en vogue ne soient pas issues [...] de territoires dominés par la France, mais au contraire de pays indépendants (Argentine, Brésil, Cuba), voire d’une grande puissance politique et économique (États-Unis) ».
| Caricature de Polaire par Sem. · Caricature de Joséphine Baker par Sem. |

Sophie Jacotot propose d'appréhender la mode du pas de l'ours en France comme un moment d'un processus d'appropriation, faisant suite à l'introduction du cakewalk et précédant l'arrivée du jazz et du fox-trot, durant lequel les danses de ragtime « restent confinées à de petits cercles de la société française et parisienne : surtout des scènes de music-hall et d'une manière très burlesque, quelques salons mondains, c'est-à-dire des bals destinés à la haute société ». Le pas de l'ours est dansé dès 1911 à Paris au Bal Bullier où, comme le note la journaliste américaine, aucune ségrégation n'est pratiquée. Le peintre norvégien Per Krohg et son épouse Lucy y sont admirés pour leur maîtrise des danses nouvelles qu'ils pratiquent aussi de manière professionnelle durant l'été en Scandinavie,.
| Photo de couple dansant. · Photo de couple dansant. · Photo de couple dansant. · Photo de couple dansant. · Photo de couple dansant. |

Il est aussi dansé dans des bals populaires comme le bal du bal du Moulin de la galette dès 1912 et à Magic-City dès 1913. La Presse rapporte ainsi en 1912 que « tous les soirs plusieurs centaines d'étrangers montent au joyeux Moulin [de la galette] voir ce spectacle inédit et vraiment inoubliable, le vrai « pas de l'ours » dansé par de jeunes Montmartroises ». Nonobstant ces exemples d'appropriation par les danseurs des bals, qui anticipent le développement des dancings après la première guerre, le pas de l'ours reste selon Sophie Jacotot avant la guerre, tout comme les autres ragtimes animaliers, une « parenthèse médiatique peu suivie dans la pratique », quand bien même sa brève popularité témoigne d'un « basculement » entre la pratique « assez moribonde » de la danse publique durant la Belle Époque et la « dansomanie » de l'après-guerre.
| Scène de bal par Sem. · Article du Chicago Tribune. |

## «Théorisation» de la danse
Analysant le développement important de la pratique de la danse sociale aux États-Unis durant les années 1910, Danielle Robinson estime qu'il résulte en partie d'une marchandisation de cette dernière par les professionnels de la danse, ces derniers mettant en application des techniques de production de masse et de rationalisation de la production inspirées du taylorisme. Selon cette chercheuse, le caractère initialement improvisé du pas de l'ours faisait obstacle à cette marchandisation, notamment dans le cadre de cours de danse, cette dernière imposant en revanche une codification chorégraphique, ainsi qu'une représentation textuelle détaillée et un enseignement, qui imposaient à leur tour une modification radicale de la danse, assortie d'une critique des pratiques improvisées antérieures, récurrente dans les manuels de l'époque. Ces modifications se traduisaient notamment par une simplification de la structure des danses, une réduction de leur nombre pour en rendre l'apprentissage plus efficient et la réutilisation d'éléments dans plusieurs variantes.
Cette analyse rejoint celle de Felicia McCarren, selon laquelle le taylorisme se concentrait sur deux aspects centraux pour les professionnels de la danse, la recherche du geste « essentiel », permettant au travailleur d'atteindre la « vitesse optimale », et celle de la coordination du groupe, ces deux aspects étant liés à une subsomption du rythme et de la créativité individuels des partenaires à l'effet d'ensemble et conduisant à une forme d'intériorisation du mouvement de la machine,.
| Page de manuel de danse. · Page de manuel de danse. |

En France, après quelques oppositions de professionnels, les danses nouvelles importées font l'objet de processus nouveaux d'appropriation. Leur enseignement est effectué dans des cours de danse, en nombre croissant eu égard à la démocratisation de la pratique et où l'autorité est revendiquée par des « académies » concurrentes.
| Page de périodique. · Page de périodique. |

Des supports matériels — auxquels les professeurs les mieux organisés attachent leur nom — soutiennent en outre le développement de leur marché, en particulier, selon Sophie Jacotot, « des photographies de danseurs professionnels (souvent posées en studio et ne donnant aucune idée de la morphologie de la danse), la « théorie » (c'est-à-dire la méthode explicative pour apprendre à la danser), des schémas explicatifs et, parfois, une partition de la musique d'accompagnement ».
| Photo posée de deux danseurs. · Photo posée de deux danseurs. · Photo posée de deux danseurs. · Photo posée de deux danseurs. |

L'utilisation de ces supports nouveaux, censés se substituer à la transmission directe et orale traditionnelle, est confrontée à la difficulté de restituer clairement ces pratiques au lecteur, celui de l'époque et a fortiori celui d’aujourd’hui, par le seul texte. Elles se limitent souvent au pas du cavalier, avec la précision que la femme fait la même chose « en partant du pied contraire », ou donnent parfois lieu, pour expliquer des pas simples, à des développements longs, mais souvent insuffisants, quand bien même assorties d'un système symbolique original à base d'empreintes de pas. Pauline Chevalier estime que ces représentations schématiques n'ont pas pour objet de permettre à tout un chacun d'apprendre à danser seul, mais que leur intention est ailleurs, d'abord de contrôler, à titre moral, les distances entre les danseurs, puis de participer à la culture visuelle de l'époque qui promeut la rationalisation des gestes.
|  |

## Influence
Bien que la vogue du pas de l'ours ait été considérée comme brève, en raison tant de l'essor du tango que de la survenue de la Première Guerre mondiale, son influence en France dans le domaine artistique témoigne du rôle qu'il a joué et des valeurs qui y ont été associées.
| Couverture de partition. · Couverture de partition. · Couverture de partition. |

### Peinture
La danse joue un rôle important dans l’œuvre du peintre italien Gino Severini qui, installé à Paris depuis 1906, y fréquente assidument, la nuit, les bals et music-halls, peint le jour dans un studio de la villa de Guelma à Montmartre, où il a pour voisins Suzanne Valadon, Maurice Utrillo, Raoul Dufy et Georges Braque et participe à la première exposition, organisée par Félix Fénéon en 1912 à la galerie Bernheim-Jeune, des futuristes qui se disent « violemment révolutionnaires » tout en s'inspirant du divisionnisme et du cubisme. Severini y expose des toiles où la danse joue un rôle central et qui rencontrent un grand succès, telle La Danse du Pan Pan à Monico. Durant l'hiver 1912-1913, Severini peint un tableau intitulé La Danse de l'ours au Moulin-Rouge, remarqué et reproduit par la presse internationale,,. Le tableau est décrit par Severini dans le catalogue d'une exposition londonienne comme « un rythme musical accompagnant l'arabesque des lignes et des plans, l'harmonie des tons et des valeurs ». Selon le cartel du Centre Pompidou, Severini y « prône l'emploi de couleurs pures, criardes, l'usage d'arabesques dynamiques, du choc des angles aigus, de la ligne en zigzag ou des lignes obliques qui tombent sur l'âme de l'observateur comme autant de foudre tombant du ciel ». Le thème est repris en 1913 dans un tableau où Severini abandonne la figuration au profit d'une dynamique de particules vivement colorées,. Ces deux toiles font partie d'une série d’œuvres sur le même thème du pas de l'ours, où Severini, selon Daniela Fonti, « élimine toute référence au contexte et s'applique à suggérer au spectateur l'effet rythmique d'une danse cadencée par une série de rythmes linéaires qui s'appuient sur une vertcalité marquée » et à établir des « correspondances entre l'univers des sensations (visuelle, olfactive, sonore), et celui des formes, des lignes et des couleurs », ces recherches exprimant une convergence avec des œuvres simultanéistes de la même période de Robert et Sonia Delaunay, tel Le Bal Bullier de cette dernière.
L'accompagnement musical de l'interprétation par Manzano et La Mora du pas de l'ours dans la revue Tais-toi tu m’affoles au Moulin Rouge ayant inspiré la série Severini, le Mysterious Rag d'Irving Berlin, sert par ailleurs de modèle rythmique à Erik Satie pour le Ragtime du paquebot du ballet Parade (1917),,.
| Page du Chicago Examiner avec reproduction de tableau. · Couverture de partition. · Page de la même partition. |

### Cinéma
Le pas de l'ours au cinéma est notamment associé à la boxe. Cette corrélation est tout d'abord développée dans un film d'Henri Pouctal sorti en juillet 1913, Une aventure de Jack Johnson à Paris. Ce court métrage de docufiction est consacré au boxeur noir Jack Johnson, champion du monde poids lourds exilé en France après avoir été inculpé aux États-Unis de traite des blanches. Une scène du film montre Johnson dansant le pas de l'ours avec son épouse, une pratique que rapporte également la presse parisienne à propos des exhibitions de boxe que Johnson fait la nuit aux Folies Bergère tandis qu'il tourne dans la journée pour Pouctal,,,. Johnson s'était déjà fait remarquer en 1911 à New York pour avoir mélangé exhibitions de boxe et de pas de l'ours, se faisant appeler pour la circonstance un « chanteur et danseur idéal ». Il danse également le pas de l'ours au bal Bullier, où il se lie à Arthur Cravan, Blaise Cendrars et les époux Delaunay, représentant pour cette avant-garde une sorte de symbole d'une fusion entre une modernité américaine et une « barbarie africaine » qui défie la morale bourgeoise,,.
| Reproduction d'une double page illustrée de Ciné-Journal sur le film de Pouctal. · Article du Journal sur le même film. · Illustration d'un article de Vanity Fair sur le bal Bullier. |

Le pas de l'ours donne par ailleurs son titre à un court film subsistant au format 9,5 mm, donc postérieur à 1922, et qui reprend une séquence d'un film disparu, Le Roman de Carpentier, sorti en décembre 1913, où Georges Carpentier danse ce pas chez Maxim's avec Mistinguett pour partenaire,. Cette séquence où Carpentier tourne autour de sa partenaire comme sur un ring, témoigne de la mise en place, délibérée, de « l'effet Carpentier », fondé sur la théâtralisation de l'élégance et de la gracilité du boxeur, et de sa stratégie de communication, s'appuyant sur d'autres formes de spectacle que la boxe, notamment le music-hall et le cinéma, mais aussi de la rivalité entre Gaby Deslys et Mistinguett, cette dernière ayant aussi cherché à attacher son nom à cette danse à la mode.
| Photographei de Carpentier en habit. · Potographie posée de Mistinguett et Max Rivera dansant le pas de l'ours. |

Le pas de l'ours sert parfois de prétexte à des films comiques, tel Onésime et le Pas de l'ours (1913). Ce court-métrage appartient à la série des Onésime, une cinquantaine de films de Jean Durand développant avec entrain des situations absurdes. Onésime et le Pas de l'ours a pour argument la tentative d'Onésime de gagner un concours de danse moderne organisé par l'Académie des Beaux-Arts en apprenant le pas de l'ours auprès d'un spécialiste, un véritable ours des Pyrénées. Ce film s'inscrit dans une série de plusieurs films de Jean Durand où celui-ci fait tourner des animaux, notamment Onésime aime les bêtes (1913) et Onésime et la Panthère de Calino (1913 également) avec la panthère Mimir.
| Reproduction de la première page d'un scénario. · Photographie en noir et blanc d'un plateau de tournage cinématographique avec neuf personnages masculins et un ours vivant. |

Un ours enseignant le pas de l'ours est aussi l'argument de Kri Kri e il passo dell'orso (sorti en France sous le titre de Patachon et le pas de l'ours), produit par la Cinès en 1914, avec Raymond Frau pour vedette,. La série des Kri Kri (ou Patachon) se caractérise notamment par des situations « surréelles », où rien n'est à sa place et où les perspectives se renversent, rendues possibles par des effets spéciaux. Ce film disparu fait partie d'un sous-thème de la série, ce que Kristina Kôhler appelle les « comédies de la dansomanie » dont font également partie Kri Kri e il tango (1913) et Kri Kri balla (1915), et où la danse compulsive du personnage incarné par Frau « devient le principe général structurant le flux des images et la continuité de la narration, en liant les différentes scènes et les différents lieux ».
| Reproduction de publicité pour le film |

## Postérité
La vogue du pas de l'ours disparaît dès avant la Première Guerre mondiale et les danses de ragtime sont mises sous le boisseau durant celle-ci, mais elles ressurgissent après la guerre et les enjeux sociaux, de même que les pratiques nouvelles auxquelles le pas de l'ours avait donné lieu se développeront durant l'entre-deux-guerres. Remplacé par le foxtrot, le pas de l'ours ne survit aujourd'hui que pour connoter l'avant-guerre, comme dans la série télévisée Downton Abbey, où des domestiques anglais, en 1912, cherchent à apprendre cette danse à l'aide d'un manuel. En 1967, le groupe de rock américain Youngbloods lance une chanson intitulée Grizzly Bear, présentée comme l'expression d'un nouveau genre musical, le « rag 'n' roll », censé fusionner « le beat du ragtime des années 1920 avec l'énergie électrique d'aujourd'hui »,, mais qui rencontre un succès plus éphémère que l’œuvre éponyme de Botsford et Berlin.
| Caricature d'un Américain dansant avec un ours russe. · Caricature d'un ours et soldats morts. |